# Louis-Jacques Durameau
Louis Jean-Jacques Durameau, auch Louis Durameau (* 5. Oktober 1733 in Paris; † 3. September 1796 in Versailles), war ein französischer Historien-, Porträt-, Genre- und Dekorationsmaler, Professor der Académie royale de peinture et de sculpture in Paris, Hofmaler in Versailles und Kustos der Kunstsammlung Ludwigs XVI. sowie Gestalter von Festen Marie-Antoinettes.

## Leben

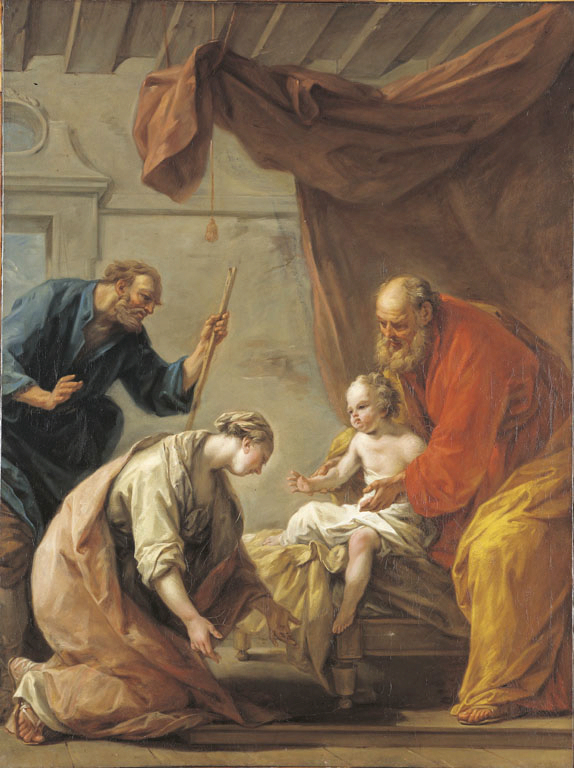
Elias erweckt den Sohn der Sunamitin, 1757, École nationale supérieure des beaux-arts de Paris

Gegen den Willen seines Vaters, des Druckermeisters Jacques Durameau, entschied sich Louis Durameau für die Malerei. Früh hatte er eine Neigung für die Kunst entwickelt. Eine erste künstlerische Ausbildung erhielt er beim Bildhauer Jean-Baptiste Defernex (1728–1783). 1752 wurde er Schüler von Jean-Baptiste Marie Pierre (1714–1789) an der Académie royale de peinture et de sculpture. 1754 durfte er erstmals am Wettbewerb um den Prix de Rome teilnehmen, den er 1757 mit dem Bild Elias erweckt den Sohn der Sunamitin gewann. In den Jahren 1757 bis 1760 ließ er sich an der von Carle van Loo geleiteten École royale des élèves protégés ausbilden, dann reiste er zur Académie de France à Rome, wo er von Mai 1761 bis Oktober 1764 weilte. Gemeinsam mit Jean-Bernard Restout (1732–1797) kopierte er die Fresken von Domenichino in der Klosterkirche San Silvestro al Quirinale. Außerdem studierte er die Dekorationsmalerei in Rom und Neapel. Pierre-Jean Mariette beauftragte ihn mit Kopien italienischer Meister. Durameaus 1764 in Rom gefertigte Gouache La Salpétrière gilt als Beispiel für seine ausgeprägte Beobachtungsgabe und seinen herausragenden Sinn für die Wiedergabe des Lichts. Bedeutung hat sie auch als ein Vorläufer der Industriemalerei.
Als er 1764 nach Paris zurückgekehrt war, malte er als private Auftragsarbeiten Achill fleht Patroklus an und den Tod der Kleopatra. Als Protegé seines Lehrers Pierre und gefördert von Charles-Nicolas Cochin den Jüngeren wurde er 1766 agré, 1774 ordentliches Mitglied, 1776 adjoint à professeur und 1781 Professor der Pariser Kunstakademie. Parallel zu dieser akademischen Laufbahn lehrt er von 1775 bis 1784 an der École des élèves entretenus.

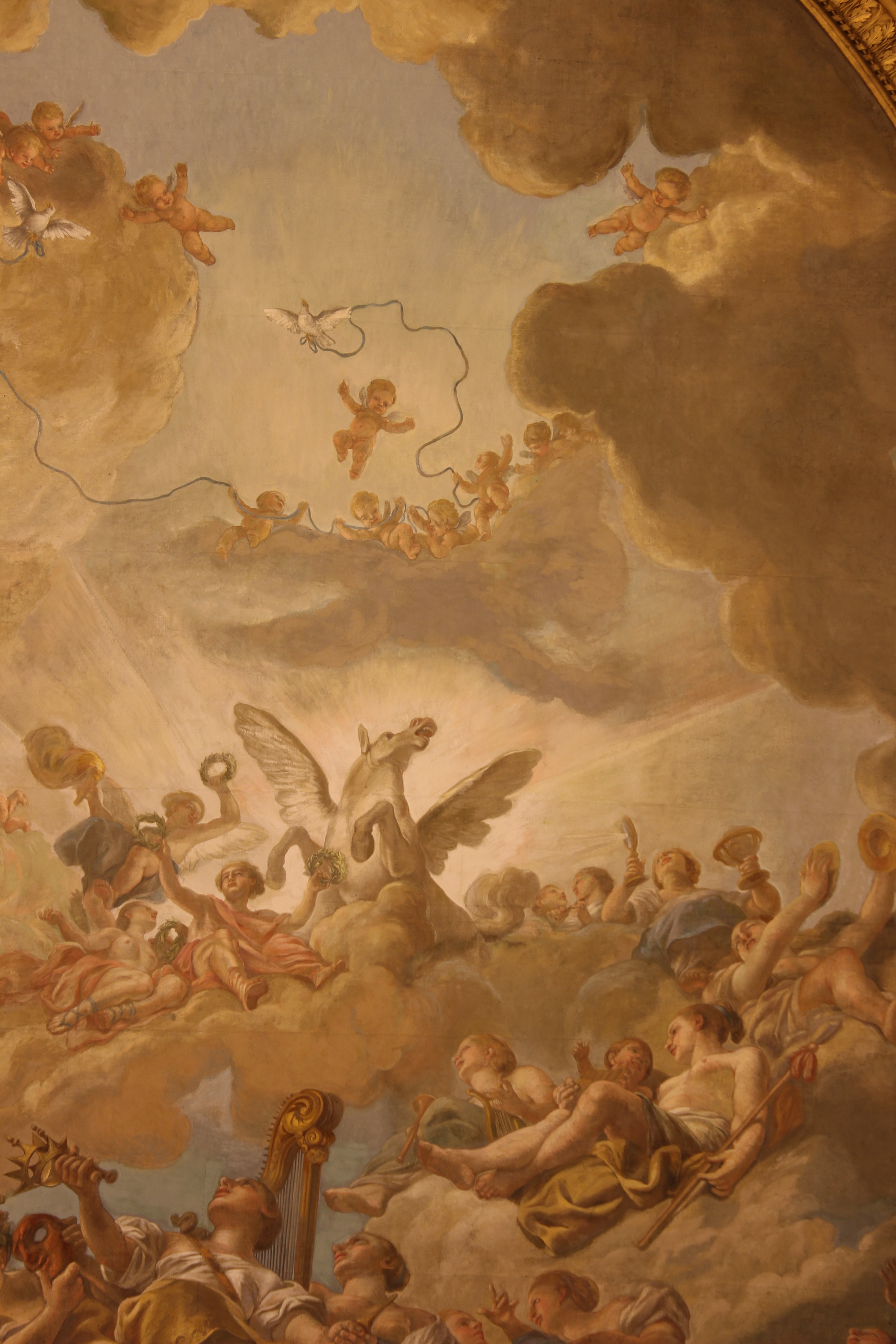
Plafond der Königlichen Oper Versailles (Ausschnitt)

In den Jahren 1767 bis 1789 beschickte er den Pariser Salon regelmäßig mit Historienbildern, Porträts von befreundeten Bildhauern und Genreszenen. 1767 stellte er dort die Historien Martyrium der Heiligen Cyrus und Julitta und Der heilige Franz von Sales empfängt die letzte Ölung vor, die Durameau als bedeutenden religiösen Maler in der Nachfolge Jean-Baptiste Deshays’ kennzeichnen.
Zur bedeutendsten Facette seines Schaffens entwickelte sich jedoch die Deckenmalerei. In diesem Fach brillierte er zuerst durch zwei Plafonds, die er für den Opernsaal des Pariser Palais Royal schuf. Durch einen Brand wurden diese Werke 1781 zerstört. Allgemeine Bewunderung erfuhr er dann durch das Deckenbild Apoll, den in den Künsten ausgezeichneten Männern Kränze windend (Tempera, 36 Fuß Durchmesser), das er für die Königliche Oper Versailles schuf und das zur Vermählung des Dauphin, des späteren Ludwig XVI., mit Marie-Antoinette eingeweiht wurde. Gemeinsam mit Hugues Taraval (1729–1785) und Jean Jacques Lagrenée dem Jüngeren übernahm er die Ausmalung der seitlichen Plafondpartien in der Galerie d’Apollon im Louvre. Als bestbezahlter Dekorationsmaler seiner Generation arbeitete er auch für private Kunstliebhaber, so malte er 1769 im Auftrag des Marquis  Marc-René de Voyer im Hôtel d’Argenson einen Sonnenaufgang und 1783 im Salon des Louis-Jules Mancini-Mazarini einen Amor, mit Tauben spielend (nicht erhalten).
1778 wurde Durameau neben Pierre-Adrien Pâris zum „peintre de la chambre et du cabinet du roi“ ernannt. 1781 schuf er Malereien für den Katafalk von Maria Theresia von Österreich. Nachdem er 1788 auch zum Maler der Menus Plaisirs ernannt worden war, entwarf er Dekorationen für höfische Feste, Karnevale und Bälle der Königin. Im Jahr 1784 wurde er Nachfolger von Étienne Jeaurat als „Garde des tableaux du roi“ in der Surintendance von Versailles. In dieser administrativen Aufgabe inspizierte er die Königshäuser an Seine und Oise, außerdem veranlasste er die Restauration aufwendiger Dekorationsmalereien in Schloss Versailles (Schlosskapelle, Spiegel-Galerie). Ferner erarbeitete er Kataloge.
Für den Salon des Jahres 1789 präsentierte er das Bild einer Sitzung der Generalstände in Versailles (verschollen), das kein Erfolg wurde. Mehr und mehr ins Abseits gedrängt gab er im selben Jahr die Malerei auf.
In seiner Stellung als Kustos der königlichen Kunstsammlung in der Surintendance setzte er sich während der Französischen Revolution vergeblich für den Verbleib der Sammlung der französischen Krone – seinerzeit die bedeutendste Kunstsammlung Europas – in Versailles ein. Am 10. Juli 1795 wurde er zum „commissaire-conservateur“ für die Malerei ernannt. Als solcher trieb er mit den anderen Mitgliedern der „Commission des Arts“ die Gründung des Musée du Château de Versailles voran. 
Louis Durameau starb im Alter von 62 Jahren in seiner zur Cour de Marbre gehenden Wohnung im Schloss Versailles. Zu seinen angesehensten Schülern gehörten Jean-Charles Nicaise Perrin (1754–1831), Étienne-Barthélemy Garnier (1759–1849), Pierre-Charles Jombert (1748–1825), Pierre-Marie Gault de Saint-Germain (1754–1842), Louis Marie Joseph Morel d’Arleux (1755–1827), François-Louis Joseph Watteau (1758–1823), Jean-Baptiste Vignali, Charles Amelot und Jacques-François Momal (1754–1832).